# 温野菜

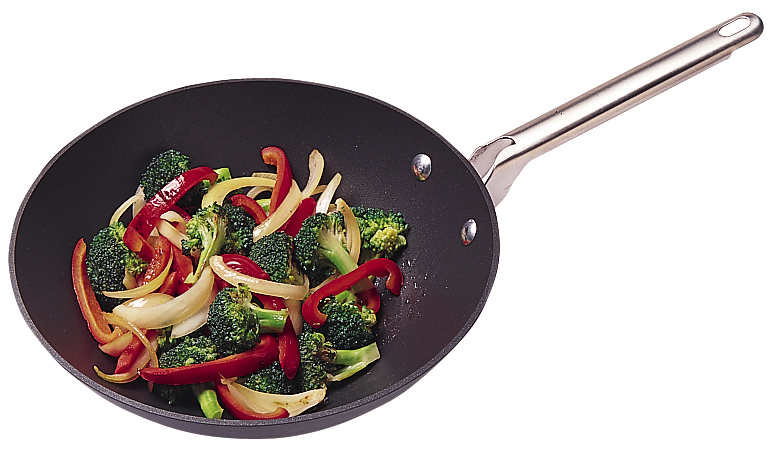

温野菜（おんやさい）とは、野菜を加熱して食べる調理法、または加熱調理された野菜の総称である。対義語は生野菜。

## 概要
温野菜では、野菜を加熱することで柔らかくしたり、風味を増したりといった効果が期待できる。熱を加える過程で調味料などで味付けすることもある。また病原菌（→O157など）や寄生虫の他、一部の野菜に含まれる害となるものを加熱によって食用に適するようにできる。特に近年では集団食中毒事故報道もしばしばあることから、衛生面での配慮により取り入れる向きもある。
加熱調理方法には様々な種類があるが、温野菜においては以下のようなものが挙げられる。
- 焼くことによるバーベキューや焼肉などの付け合わせ
- 煮ることによるスープやシチューなどに入る具
- 茹でることによる茹で野菜
- 炒めることによる野菜炒め・肉野菜炒め・チャンプルーなど
- 蒸し料理などの他の加熱法

ただし煮ることと焼くことは、総体的な料理として扱われることから、あまり「温野菜」とはみなされない場合が多い。特に温野菜として野菜を主体とするものは茹でたり蒸したりといったもので、料理として温野菜がメインになってくるものが野菜炒めなどの調理方法である。

### 加熱調理と栄養
温野菜では、加熱する調理方法によっては栄養となる成分が壊れてしまったり、または流れ出てしまったりする。このような調理で失われる栄養素で顕著なものがビタミンCやビタミンB1といったビタミン類であるとされる。その一方で無機塩や微量元素などのミネラル類は熱によっては損なわれにくい。茹でると若干流出するとされるものの、それにもまして温野菜は食べやすく、大量に食べることができることから、あまり問題視されない。
しかしニンジンでは生の状態に含まれる酵素はビタミンCを破壊するが、この酵素は熱に弱いため加熱調理で問題を回避でき、また油で炒めて加熱することでカロチン等の栄養素が吸収されやすくなるなど、加熱したほうがよい野菜類がある。緑黄色野菜では、同様にカロチンを含むことから、油を使った調理方法が勧められる。生食と加熱調理の関係で、極端な例ではアマメシバのように、きちんと調理すればきわめて栄養に優れた健康食品ながら、加熱しないと健康被害を受ける食用植物まである（→健康ブーム問題事例）。
ホウレンソウ等の葉野菜は、肥料が多すぎるような栽培形態によって、葉に動物の体内で発ガン性もある物質に変化する硝酸態窒素（一般にはアクとも言われる・植物の成長には必要な栄養素）が残留するため、大量の生食に向かないものもあるとされるが、これは茹でることで回避できるとする話もある。硝酸態窒素は水溶性であることから、茹でる調理方法が向くとのことである。

### 食べ易さ
加熱することで食べやすくなる野菜は多く、ニンジンの他にもジャガイモやタマネギ等の根菜類では、熱を加えることで渋みが薄らいで甘味が増したり味がまろやかになるものが多い。また葉野菜でも、ブロッコリーのような種類のものは茹でないと固すぎたり渋みが強い。他にも、ピーマンは他の食材と炒めることで青臭さが和らいで味が引き立ち、モヤシは他の食材から出た汁を吸って旨みを増し、キノコは香りが引き立つ、など、加熱による効果がある。
生の野菜では渋み・青臭さなどの、子供が野菜嫌いとなる要素が強い。それが和らぐため、サラダは嫌うが温野菜なら喜んで食べる児童も多い。ピーマンやニンジンは子供に嫌われる野菜のワースト首位にあるが、ピーマンの肉詰めや炒め物、ニンジンのバターソテー付け合わせ等は、食わず嫌いではともかくも、食べて文句を言う子供は少ない。
また生野菜は消化にある程度の負担がかかるが、温野菜では胃腸に負担をかけないことから、病院食や療養食にもしばしば見られるメニューとなっている。近年では育ち盛りでジャンクフードが周囲に溢れていることから栄養のバランスが難しい現代っ子に、大量に野菜を取らせるためにも、温野菜は向いていると見なされる。

## 温野菜の食べ方
ここでは温野菜としてよく見られる食べ方を記述する。
キャベツ
ザク切りにして、鍋で沸かした湯に通して柔らかくする。湯に通して葉がやや半透明になったところでザルにあけ、湯を切る。そのままドレッシングやマヨネーズなどをまぶして食べてもいいし、とんかつのような他の料理の盛り合わせに使ってもいい。冷めた後でインスタントラーメンの具に加える人もいる。
ジャガイモ
蒸かしたり、茹でたり、またはよく洗った後にバターを乗せ食品用ラップフィルムに包んで電子レンジで加熱調理する。フライドポテトは少々意味が違ってくるが、やはりジャガイモを加熱して食べる料理である。ブイヨンスープで弱火で煮込んでもよい。加熱調理後は熱いうちにバターや塩を振って豪快に齧りついたり、醤油を垂らしても美味しく食べられる。
葉野菜
主に茹でる調理が多いが、緑色の濃い葉野菜は、湯に塩を少々加えて茹でると、色がきれいなまま茹でられる。これは葉緑素分子構造中のマグネシウムが加熱調理によってずれたあとに、食塩のナトリウムイオンに部分的に置き換わるためだとされる。緑色が目に映えるホウレンソウやコマツナ・ブロッコリー等を茹でる際には、湯に塩を一つまみ入れたほうがいいだろう。
ニンジン
弱火でバターなどでゆっくり炒めると、甘く柔らかくなる。煮物料理にも向く。手早く調理したいときは、薄くスライスするとよい。
タマネギ・ネギ・ニンニク
これらは生食すると辛いが、加熱調理すると甘くなる。民間療法でネギの薬効とも言われ、ビタミンB1吸収を助け、殺菌効果のあるアリシンは高温に弱いので、加熱しすぎは好ましくない。ただしニンニクだけは比較的加熱調理に強いとされる。タマネギやネギは炒めたり焼いたり、あるいは衣を付けて揚げる天ぷらやフライにすると、甘い風味が楽しめるが、煮込み料理でもやはり風味が楽しめる。ニンニクは他の料理の調味料的に用いられるが、アルミホイルに包んで蒸し焼きにしたり、多めの油で空揚げにしたりする食べ方が知られている。なお生食するとこれらの野菜は刺激が強すぎて、胃潰瘍のある人は悪化する危険性もある。タマネギなどは半透明になるくらいに、ニンニクは鼻につんと来る匂いが和らいで中まで火が通った状態にしてから食べることが奨められる。
トマト
日本では一般にトマトというと生食用のもの（サラダなどに使われる）が一般的であるが、その生食用トマトでも内部の水っぽい部分を取り除いた肉質の部分を使った料理も可能である。またイタリア料理では加熱調理したトマトが多用されるが、特にこれは加熱調理に向いた品種が利用される。焼きトマトと呼ばれる味付けし炒め焼くレシピもよく知られている。